# П'яткоходові
П'яткоходові (Tarsipedidae) — родина ссавців з когорти сумчасті (Marsupialia), що містить один вид тварин, які живляться майже виключно нектаром і пилком квітів.

## Морфологія
Морфометрія. Довжина голови й тіла: 65-90 мм, довжина хвоста: 70-105 мм, вага: 7-12 грам.
Опис. Голова блідо-коричнева, тіло сіро-коричневе з трьома темними смугами вздовж спини. Центральна смуга, яка є найбільш чорною, простягається від голови до початку хвоста. Дві зовнішні смуги слабші й не досягають хвоста. Нижні частини тіла блідо-жовтуваті чи білі; кінцівки блідо-рудуваті; ступні білі. Деякі особини більш сірі але смуги присутні завжди. Хутро досить грубе й коротке. Довгий канчукоподібний хвіст майже безволосий і має голу чіпку дистальну частину.
Цю тваринку можна відрізнити від інших дрібних австралійських сумчастих за його забарвленням і його надзвичайно довгим писочком, що становить приблизно дві третини від довжини решти голови. Довгий язик, щетинистий на кінці, може витягуватись на близько 25 мм за кінчик носа. Пара нижніх різців це єдині добре розвинені зуби, щонайменше 20 інших зубів зводяться до невеликих кілочків, відображаючи м'яку їжу тварини. Всі пальці, крім об'єднаних другого і третього пальців задніх ніг, які оснащені функціональними кігті, розширені до кінця й несуть короткі нігті подібно до довгоп'ята (Tarsius). Самиці мають добре розвинену сумку і чотири молочні залози. Нижньощелепна кістка надзвичайно делікатна. М'язи щелеп редуковані й слабкі.

## Поведінка
Tarsipes rostratus селиться на деревних і чагарникових пустищах південного заходу Західної Австралії і є активним, спритним дереволазом. Їсть лише пилок і нектар квітів, лише трохи розширюючи свій раціон тими комахами, що живуть у квітах. Він рухається на короткі відстані до дерев і чагарників, які містять їх улюблені квіти, і кілька тварини можуть зібратися в одному бажаному місці. Він часто висить вниз головою, особливо під час жилення на квітах. Іноді Tarsipes rostratus знаходить притулок в гніздах пустельних птахів, хоча він часто будує свої власні сховки. Одна особина зазвичай має постійну домашню територія близько 1 гектара. У неволі вони дуже товариські, тримаючись по двоє чи більше. Тварини часто потрапляють у стан заціпеніння в холодну або сиру погоду, і імовірно, збивання в купу допомагає звести до мінімуму втрати тепла. Великі дорослі самиці дуже мало взаємодіють одна з одною і є домінуючими для самців; коли в них потомство, вони можуть вигнати інших осіб з їх діапазону.

## Розмноження
Самиці з потомством у сумці помічались протягом усього року, але переважно на початку осені, взимку і навесні, коли пилку й нектару найбільше. Самиці поліеструсні й деякі народжують принаймні двічі на рік. Діапаузи такі як в кенгурових також мають місце. Сплячий ембріон утримується в матці поки мати годує молоком дитинча, а як тільки воно буде відлучене від молока, ембріон відновлює свій розвиток. Активний період вагітності, здається, 21-28 днів. Народжується від одного до чотирьох, але найчастіше два три дитинча. Ці тварини мають найменшу відому вагу при народженні: до 5 міліграм. Лактація триває близько 10 тижнів, перші 8 тижнів молодь залишається в сумці і протягом останніх 2-х тижнів вони залишаються у сховку, поки матір споживає їжу. Дорослих розмірів молодь досягає приблизно на 8 місяць, і самиці можуть розмножуватися в перший рік їх життя. Після піку розмноження навесні слідує різкий спад населення, тому що більшість особин не живуть більше року.